# Боргове зобов'язання
Боргове зобов'язання (або боргова розписка) — документ, оформлений у довільній формі і виданий позичальником кредитору під час отримання кредиту (або позики).
У борговому зобов'язанні вказується сума кредиту і термін його погашення. Згідно з цим документом позичальник зобов'язується повернути кредит у встановлений термін, а кредитор отримує право стягнути його з позичальника після закінчення цього терміну.

## Теорія

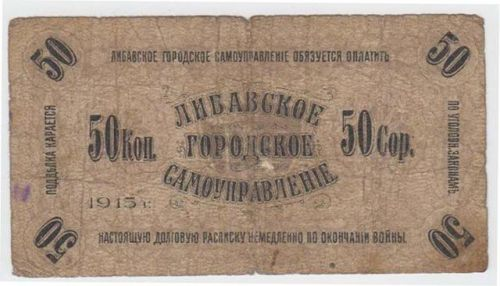
Боргова розписка Лібавського міського самоуправління на 50 копійок

Письмова форма боргового зобов'язання полегшує доказ угоди, що відбулася, але не становить суті самої угоди. У той же час існує низка випадків, де письмову форму, як доказ, складно відрізнити від суті угоди. Прикладом є так званий абстрактний договір, тобто такий, у якому не зазначається підстава боргу, а говориться лише, що особа А обіцяє сплатити або винна Б певну суму, без пояснення, за що. Такого роду договори здійснюються зазвичай при закінченні розрахунків між сторонами, що мали якісь юридичні відносини і визначили взаємні боргові права і обов'язки лише при кінці підприємства, у вигляді зобов'язання для однієї сторони сплатити іншій певну суму, — або в разі так званого визнання боргу, коли існування боргу або його розміри були спірними.
Сила цих договорів приурочується саме до останнього моменту вираження волі однієї сторони вважати за собою відому суму боргу, оскільки це вираження ставиться тут замість неясних попередніх подій, які не можна навести як підставу боргу. Якщо такому вираженню надано письмової форми, причому немає в наявності ніякого іншого доказу вираження волі, боргове зобов'язання є не тільки доказом, але й підставою боргу. Згідно з цим і деякі законодавства, що допускають абстрактний договір, вимагають письмового його здійснення, іноді в певній формі. Важливо розуміти, що договір дійсний не в силу письмового документа, а в силу самих підстав його укладення, боргове ж зобов'язання є лише доказом боргу. Тому кожне боргове зобов'язання може бути заперечене з точки зору своєї дійсності і вміщеного в ньому волевиявленні.

## Історія
У Стародавньому Римі боргові зобов'язання оформлялися у вигляді записів у прибутково-видатковій книзі. Книга була схожа на книгу банкірів або міняйл, з тією різницею, що вона була простішою. Вона складалася з 2 рубрик: витрати і приходу. Борги, записані в книгу, можна було передавати третій особі. При погашенні позики відповідний запис викреслювалася з книги. Ці боргові книги мали офіційне значення, оскільки при цензі або перепису було обов'язково представляти їх. У разі спору між двома сторонами книга противника приймалася як доказ.
Звід законів Російської імперії допускав, що грошовий борг, що випливає з позики, можна оформити як в усній, так і в письмовій формі. Але доводити свої права на позичені гроші кредитор міг тільки в тому випадку, якщо борг був оформлений письмово.